# کله ساندکویست
کله ساندکویست (انگلیسی: Kalle Sundqvist؛ زادهٔ ۲۹ نوامبر ۱۹۶۲) قایقران کایاک، و قایقران کانو اهل سوئد است.